# Christian Chauvaud
Christian Chauvaud est un acteur français. Il est l'un des acteurs fétiches de Jean-Pierre Mocky.

## Filmographie partielle

### Cinéma
- 1972 : Docteur Popaul de Claude Chabrol
- 1973 : L'Oiseau rare de Jean-Claude Brialy
- 1977 : La Grande Frime d'Henry Zaphiratos
- 1977 : Un tueur, un flic, ainsi soit-il... de Jean-Louis van Belle
- 1978 : Plein les poches pour pas un rond de Daniel Daert
- 1980 : Mon oncle d'Amérique d'Alain Resnais
- 1980 : T'inquiète pas, ça se soigne d'Eddy Matalon
- 1980 : Voulez-vous un bébé Nobel ? de Robert Pouret
- 1981 : Une robe noire pour un tueur de José Giovanni
- 1982 : Y a-t-il un Français dans la salle ? de Jean-Pierre Mocky
- 1984 : Ave Maria de Jacques Richard
- 1984 : À mort l'arbitre de Jean-Pierre Mocky
- 1985 : Le Pactole de Jean-Pierre Mocky
- 1987 : Agent trouble de Jean-Pierre Mocky
- 1987 : Nice is Nice de Jean-Pierre Mocky (court-métrage)
- 1988 : Une nuit à l'Assemblée nationale de Jean-Pierre Mocky
- 1990 : Il gèle en enfer de Jean-Pierre Mocky
- 1991 : Mocky Story de Jean-Pierre Mocky
- 1993 : Le Mari de Léon de Jean-Pierre Mocky
- 1994 : Bonsoir de Jean-Pierre Mocky
- 1997 : Alliance cherche doigt de Jean-Pierre Mocky
- 1998 : Vidange de Jean-Pierre Mocky
- 1998 : Robin des mers de Jean-Pierre Mocky
- 2000 : Le Glandeur de Jean-Pierre Mocky
- 2000 : Tout est calme de Jean-Pierre Mocky
- 2000 : La Candide Madame Duff de Jean-Pierre Mocky
- 2003 : Le Furet de Jean-Pierre Mocky
- 2003 : Le Pacte du silence de Graham Guit
- 2004 : Touristes ? Oh yes ! de Jean-Pierre Mocky
- 2004 : Marie ou Robert de Ji-Hong Joo (court-métrage)
- 2005 : Grabuge ! de Jean-Pierre Mocky
- 2007 : Héros de Bruno Merle
- 2007 : Le Deal de Jean-Pierre Mocky
- 2007 : Le Bénévole de Jean-Pierre Mocky
- 2007 : Les Ballets écarlates de Jean-Pierre Mocky
- 2007 : Selene Narcis de Kyle Shorn & Da Mocla (court-métrage)
- 2011 : Crédit pour tous de Jean-Pierre Mocky
- 2011 : Le Dossier Toroto de Jean-Pierre Mocky
- 2011 : Les Insomniaques de Jean-Pierre Mocky
- 2012 : Le Mentor de Jean-Pierre Mocky
- 2013 : À votre bon cœur, mesdames de Jean-Pierre Mocky
- 2014 : Dors mon lapin de Jean-Pierre Mocky
- 2015 : Monsieur Cauchemar de Jean-Pierre Mocky
- 2015 : Les Compagnons de la pomponette de Jean-Pierre Mocky
- 2016 : Rouges étaient les lilas de Jean-Pierre Mocky
- 2018 : Nécrologies d'Alexis Wawerka
- 2022 : Les affaires sont les affaires[1] de Christian Chauvaud

### Télévision
- 1980 : La petite valise de Roger Dallier (téléfilm)
- 1980 : Arsène Lupin joue et perd d'Alexandre Astruc (mini-série)
- 1981 : Salut champion de Serge Friedman (1 épisode)
- 1986 : Une île de Carlo Lizzani (mini-série)
- 1991 : Myster Mocky présente, épisode La vérité qui tue de Jean-Pierre Mocky
- 2008 : Myster Mocky présente, épisode L'ultime bobine, de Jean-Pierre Mocky
- 2010 : Colère de Jean-Pierre Mocky (téléfilm)
- 2013 : Myster Mocky présente, épisode Trop froide de Jean-Pierre Mocky
- 2013 : Myster Mocky présente, épisode Alibi de Jean-Pierre Mocky

## Théâtre
- 1984-1986 : Pyjama pour 6
- 2003 : Protée de Paul Claudel, mise en scène de Diane de Segonzac (Théâtre du Nord-Ouest)
- 2009 : L'Exil d'Henry de Montherlant, mise en scène d'Idriss (Théâtre Mouffetard)
- 2011 : Chat en poche de Georges Feydeau, mise en scène de Nathalie Hamel (Théâtre de Ménilmontant)
- 2015 : Chat en poche de Georges Feydeau, mise en scène de Nathalie Hamel (Théâtre de Ménilmontant)
- 2015 : La bataille de Kossovo de Nathalie Hamel, mise en scène de Nathalie Hamel (Théâtre de Ménilmontant)